# Partit Socialdemòcrata (Islàndia)
El Partit Socialdemòcrata (islandès Alþýðuflokkurinn) fou un partit polític d'Islàndia fundat a Reykjavik el 12 de març de 1916 com a braç polític de la Federació Islandesa del Treball per Ólafur Friðriksson, Jón Baldvinsson i Ottó N. Þorláksson i Jónas Jónsson frá Hriflu. Fins a les eleccions de 1920 no va obtenir el seu primer escó a l'Alþingi, Jón Baldvinsson. Fou membre de la Internacional Socialista i el 1937 patí l'escissió del Partit Comunista d'Islàndia.
Ha dirigit tres vegades el govern d'Islàndia: el 1947-1949 sota Stefan Johann Stefansson, el 1958-1959 sota Emil Jónsson, i sota Benedikt Gröndal el 1979-1980. La seva participació més llarga en el govern va ser amb el Partit de la Independència el 1959-1971. El 1998 es va unir amb l'Aliança Popular, Despertar de la Nació i Llista de les Dones per a formar l'Aliança Socialdemòcrata.

## Resultats electorals
| Any        | Vots     | %    | Escons  | +/– | Pos. | Govern            |
| ---------- | -------- | ---- | ------- | --- | ---- | ----------------- |
| 1916 (Oct) | 903.5    | 6.8  | 1 / 40  | 1   | = 6è | Oposició          |
| 1919       | 949      | 6.8  | 0 / 40  | 1   | 4t   | Extraparlamentari |
| 1923       | 4,912.5  | 16.2 | 1 / 42  | 1   | 3r   | Oposició          |
| 1927       | 6,097.5  | 19.0 | 5 / 42  | 4   | = 3r | Oposició          |
| 1931       | 6,197.5  | 16.1 | 4 / 42  | 2   | = 3r | Oposició          |
| 1933       | 6,864.5  | 19.2 | 5 / 42  | 1   | = 3r | Oposició          |
| 1934       | 11,269.5 | 21.7 | 10 / 49 | 5   | = 3r | Coalició          |
| 1937       | 11,084.5 | 19.0 | 8 / 49  | 2   | = 3r | Oposició          |
| 1942 (Jul) | 8,979    | 15.4 | 6 / 49  | 2   | 4t   | Oposició          |
| 1942 (Oct) | 8,455    | 14.2 | 7 / 52  | 1   | = 4t | Oposició          |
| 1946       | 11,914   | 17.8 | 9 / 52  | 2   | = 4t | Coalició          |
| 1949       | 11,937   | 16.5 | 7 / 52  | 2   | = 4t | Oposició          |
| 1953       | 12,093   | 15.6 | 6 / 52  | 1   | = 4t | Oposició          |
| 1956       | 15,153   | 18.3 | 8 / 52  | 2   | 3r   | Coalició          |
| 1959 (Jun) | 10,632   | 12.5 | 6 / 52  | 2   | 4t   | Minoria           |
| 1959 (Oct) | 12,909   | 15.2 | 9 / 60  | 3   | = 4t | Coalició          |
| 1963       | 12,697   | 14.2 | 8 / 60  | 1   | = 4t | Coalició          |
| 1967       | 15,059   | 15.7 | 9 / 60  | 1   | = 4t | Coalició          |
| 1971       | 11,020   | 10.5 | 6 / 60  | 3   | = 4t | Oposició          |
| 1974       | 10,345   | 9.1  | 5 / 60  | 1   | = 4t | Oposició          |
| 1978       | 26,912   | 22.0 | 14 / 60 | 9   | 3r   | Coalició          |
| 1979       | 21,580   | 17.4 | 10 / 60 | 4   | 4t   | Oposició          |
| 1983       | 15,214   | 11.7 | 6 / 60  | 4   | = 4t | Oposició          |
| 1987       | 23,265   | 15.2 | 10 / 60 | 4   | 3r   | Coalició          |
| 1991       | 24,459   | 15.5 | 10 / 63 | =   | = 3r | Coalició          |
| 1995       | 18,846   | 11.4 | 7 / 63  | 3   | 4t   | Oposició          |

## Caps del partit
- Ottó N. Þorláksson (1916)
- Jón Baldvinsson (1916-1938)
- Stefán Jóhann Stefánsson (1938-1952)
- Hannibal Valdimarsson (1952-1954)
- Haraldur Guðmundsson (1954-1958)
- Emil Jónsson (1958-1968),
- Gylfi Þ. Gíslason (1968-1974)
- Benedikt Sigurðsson Gröndal (1974-1980)
- Kjartan Jóhannsson (1980-1984)
- Jón Baldvin Hannibalsson (1984-1996)
- Sighvatur Björgvinsson (1996-1998)